# Sommer-Paralympics 2024/Teilnehmer (Jemen)
| stlisierte Goldmedaille | stlisierte Silbermedaille | stlisierte Bronzemedaille |
| ----------------------- | ------------------------- | ------------------------- |
| —                       | —                         | —                         |

Jemen nahm an den Paralympischen Spielen 2024 in Paris mit einem Kugelstoßer teil.

## Teilnehmer

### Leichtathletik
| Athleten                     | Klassifizierung | Wettbewerb  | Vorlauf/Vorkampf | Vorlauf/Vorkampf | Halbfinale | Halbfinale | Finale     | Finale | Rang |
| Athleten                     | Klassifizierung | Wettbewerb  | Zeit/Weite       | Rang             | Zeit/Weite | Rang       | Zeit/Weite | Rang   | Rang |
| ---------------------------- | --------------- | ----------- | ---------------- | ---------------- | ---------- | ---------- | ---------- | ------ | ---- |
| Männer                       |                 |             |                  |                  |            |            |            |        |      |
| Naseb Fateh Mohammed Alraoad | F57             | Kugelstoßen |                  |                  |            |            |            |        |      |